# 张会
张会（1988年3月8日—），出生于中国黑龙江宾县，10岁时开始滑冰，毕业于哈尔滨体育学院。她是中国著名的短道速滑運動員。

## 成绩
2010年的溫哥華冬季奧運，她在3000米接力賽中与队友王濛、周洋、孙琳琳摘下她奧運第一面金牌，张会在夺冠后被队长王濛庆祝时误伤，结果带伤领奖。

## 資料來源
- 张会-国际滑冰联盟（ISU）